# Jacques Arcadelt
Jacques Arcadelt (anche Jacob Arcadelt o Jakob Arcadelt) (Liegi, 10 agosto 1507 – Parigi, 14 ottobre 1568) è stato un compositore fiammingo.

## Biografia
Non si conosce molto della sua giovinezza. Egli dovette avere però rapporti con Philippe Verdelot, se all'interno della medesima pubblicazione compaiono i loro due nomi. Nel 1532 è a Firenze, ma in conseguenza dell'uccisione di Alessandro de' Medici, duca di Firenze nel 1537 ripara a Venezia.
Nel 1539 è a Roma come membro della Cappella Giulia. Nello stesso anno pubblica quattro libri di madrigali. Ristampati molte volte essi daranno fama europea ad Arcadelt. Poco dopo (nel 1540) viene nominato "magister puerorum" (direttore del coro di fanciulli) e successivamente maestro del coro della Cappella Sistina.
Nel 1544 entra al servizio di Carlo di Guisa, chiamato anche "Cardinale di Lorena" a Lione, ma solo negli anni Sessanta entra in contatto con Parigi dove l'editore Pierre Attaignant pubblica le sue opere. Nel 1557 pubblica un volume di messe che dedica allo stesso Carlo di Guisa.

## Stile
Lo stile di Arcadelt fonde la tradizione franco-fiamminga con le caratteristiche della musica italiana nell'età dell'Umanesimo e Rinascimento ed è melodioso e rotondo, soprattutto nella musica profana (madrigale), cosa che consentì alla sua musica di diffondersi notevolmente in Italia e Francia. La musica di alcuni dei suoi madrigali divenne un modello per la generazione successiva di compositori.
Arcadelt compose inoltre molte chanson, soprattutto durante i suoi anni di soggiorno in Francia che si pongono come esempi eccellenti della stagione più alta della chanson francese del Cinquecento, accogliendo in alcuni casi suggestioni popolaresche. Si ricorda anche la sua musica sacra, in particolare le messe e i mottetti: le prime si collocano nella tradizione di Josquin Desprez e Andreas de Silva.

## Omaggi e riferimenti
Nell'opera di Caravaggio Suonatore di liuto, il giovane compie una recita musicale con uno spartito di Jacques Arcadelt.

## Opere (selezione)

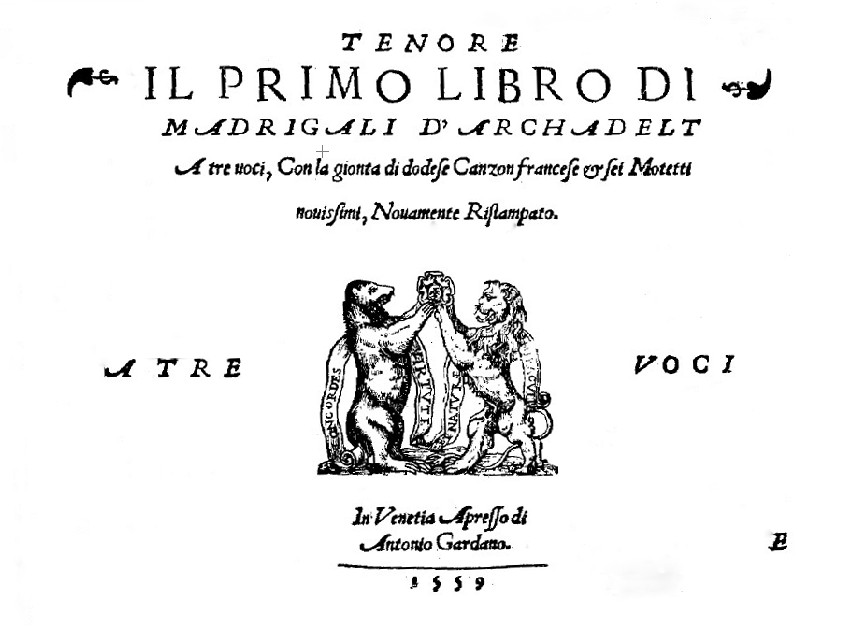
I madrigali di Arcadelt, 1559

- 1539 Primo Libro di madrigali a 4 voci, Venezia (il volume ebbe non meno di 40 riedizioni fino al 1654).
- 1539 Secondo Libro di madrigali a 4 voci, s.l.
- 1539 Terzo Libro de i madrigali novissimi a 4 voci insieme con alchuni di Constantio Festa, et altri dieci bellissimi a voci mudade, Venezia.
- 1539 Quarto Libro di madrigali a 4 voci composti ultimamente insieme con alcuni madrigali de altri autori, Venezia.
- Intorno al 1540 data un manoscritto conservato alla Biblioteca Vaticana contenente suoi mottetti.
- 1542 Primo libro di madrigali a 3 voci, insieme alcuni di Costanzo Festa con la gionta di dodese canzoni francese & sei motetti novissimi, Venezia.
- 1544 Quinto Libro di madrigali a 4 voci (…), Venezia, Antonio Gardano.
- 1545 Primo Libro dei mottetti a 4 voci, Venezia.

Numerosissime ristampe in Francia e in Germania.